# Чулпан (Уршацька сільська рада)
Чулпа́н (рос. Чулпан, башк. Сулпан) — присілок у складі Аургазинського району Башкортостану, Росія. Входить до складу Уршацької сільської ради.
Населення — 45 осіб (2010; 47 в 2002).
Національний склад:
- татари — 96%